# Worlds Apart (альбом Saga)
«Worlds Apart» — це четвертий альбом канадського прогресивного рок-гурту Saga, вперше виданого у 1981 р. Цей альбом видавася з декількома різними обкладинками. Виробником альбому став відомий продюсер Руперт Гайн, який надав гурту новий напрямок через застосування більшого числа дрижачих та різноманітних звуків, а також інших незвичайних прийомів, які стали ключовим стилем Гайна в усіх альбомах, які він виробляв впродовж років. Можливо, з того часу це був його найвагоміший внесок як до самого альбому, так і до гурту, стосовно навчання Седлера, яким чином він має співати. Седлер стверджував у відеоматеріалі DVD «Silhouette», що Гайн сказав йому, аби той припинив «співати як хлопчисько з хору» і насправді змусив якось Седлера викарабкатися на дах сараю, розташованого на фермі в Англії, де були зроблені відеозаписи, для того, щоби Седлер отримав відповідну пристрасть для виконання пісні «Wind Him Up». Вокальний стиль Седлера на альбомі «Worlds Apart» помітно відрізняється від стилю співу на попередніх перших трьох альбомах — стиль, що він зберіг надалі в найвдаліших виступах разом з гуртом.
Цей альбом вважають на широкий загал найкращим альбомом гурту Saga (і, звичайно, їхнім найбільш комерційно вдалим альбомом). Він став на сьогоднішній день найбільш впізнаваною роботою гурту. Перша пісня альбому «On the Loose» була сінґлом, що став хітом № 3 у всевсітньому чарті 1981 американського журналу «Billboard», і потрапила до інших чартів, як композиція найкращого виконання гуртом Saga. Допомогло просунутися сінґлу вдало зроблене музичне відео, яке з'явилося на каналі MTV протягом першого року, коли цю композицію почали пускати в ефірі радіостанції. Відеокліпи також були виготовлені для сінґлів «Wind Him Up» (ще один успішний переможець чартів) та «Amnesia». Успіх альбому також відбувся в значній мірі завдяки широкому ряду турне, в яких гурт потрапив до нових місць та зустрічей, особливо в Сполучених Штатах, з метою збільшення своєї музичної присутності.
Дві пісні альбому, «No Regrets (Chapter 5)» та «No Stranger (Chapter 8)», стали частиною серії, спочатку восьми, а пізніше шістнадцяти композицій, які Saga включила до своїх перших чотирьох альбомів, під назвою «The Chapters» («розділи»), що розповідали історію молодого Альберта Ейнштейна. Ці дві пісні завершували тоді той першопочатковий набір восьми композицій. Їх також пізніше було включено до альбому «The Chapters», який гурт записав у 2005 році.
У 2007 р. Saga видали «Worlds Apart Revisited», «живий» альбом на 2-х CD, що містить нещодавні концертні записи всіх композицій оригінального «Worlds Apart» у їх справжньому порядку, а також записи інших популярних робіт, що гурт тоді награв для своїх шанувальників.

## Перелік композицій
Композитори: Іан Крічтон, Джім Крічтон, Джім Ґілмор, Стів Неґус, і Майкл Седлер.
1. «On The Loose» (Майкл Седлер, Saga) — 4:12
2. «Wind Him Up» (Джім Крічтон, Saga) — 5:47
3. «Amnesia» (Седлер, Saga) — 3:16
4. «Framed» (Седлер, Saga) — 5:42
5. «Time's Up» (Дж. Крічтон, Saga) — 4:09
6. «The Interview» (Дж. Крічтон, Седлер) — 3:52
7. «No Regrets (Chapter 5)» (Дж. Крічтон, Седлер)- 4:46
8. «Conversations» (Дж. Крічтон, Седлер, Saga) — 4:46
9. «No Stranger (Chapter 8)» (Дж. Крічтон, Седлер) — 7:05

Порядок композицій вказано відповідно до оригінального вінилового диску (LP). На пізніше виданих CD та канадських вінилових дисках (Maze Records) композиція «Time's Up» має номер 2, а композиції «Wind Him Up», «Amnesia» та «Framed» знаходяться на місцях відповідно 3, 4 і 5.

## Персоналії
- Майкл Седлер (Michael Sadler) — основний вокал, клавішні
- Джім Крічтон (Jim Crichton) — бас-гітара, клавішні
- Джім Ґілмор (Jim Gilmour) — основні клавішні, вокал
- Іан Крічтон (Ian Crichton) — гітара
- Стів Неґус (Steve Negus) — барабани, перкусія
- Руперт Гайн (Rupert Hine) — продюсер